# Лобковичи
Лобко́вичи (бел. Лабко́вічы) — деревня расположена в Кричевском районе Могилёвской области Беларуси. Входит в состав Бельского сельсовета. Население — 619 человек. На 2024 год в деревне насчитывается более 150 дворов и один 12 квартирный двухэтажный жилой дом  с возможностью аренды квартиры. 

## Географическоеположение
Лобковичи находятся в живописном месте на правом берегу реки Сож у границы с Россией. 

## История
Упоминается в 1674 году как деревня во Мстиславском воеводстве ВКЛ.
В 1787 году во время путешествии в Крым через деревню Лобковичи в направлении Кричева проследовала Екатерина II.
Деревня насчитывает 351 год с момента упоминания.
с 2023 г. административный центр Лобковичского сельского совета из д. Лобковичи Кричевского района был перенесен в агрогородок Бель-1 Кричевского района (не смотря на то что д. Лобковичи больше по площади, с большим населением и кол-вом домов). В 2024 году Лобковичский сельский совет был переименован в Бельский сельский совет:
29 сентября 2023 года административный центр Лобковичского сельского Совета депутатов перенесён из деревни Лобковичи в агрогородок Бель-1.
27 сентября 2024 года Лобковичский сельсовет Кричевского района Могилёвской области переименован в сельсовет «Бельскі» (на русском языке – «Бельский»).

## Социальная сфера
- Врачебная амбулатория № 29, фельдшерско-акушерский пункт (ФАП).
- Магазин
- Передвижное отделение почты (ограниченное время работы)
- Многоквартирный дом с возможностью аренды квартир. 2 этажа, 12 квартир. Отопление центральное, водоснабжение центральное, подача газа центральная. (адрес ул. Шоссейная, д.2)
- В 2023 году в Лобковичах была установлена мини-станция обезжелезивания мощностью 5 м3 в час.

## Общественный транспорт
|                                                                                            | Маршрутное такси пригородного маршрута № 19-ТК «г. Кричев - д. Лобковичи» | Маршрутное такси пригородного маршрута № 19-ТК «г. Кричев - д. Лобковичи» | Маршрутное такси пригородного маршрута № 19-ТК «г. Кричев - д. Лобковичи» | Маршрутное такси пригородного маршрута № 19-ТК «г. Кричев - д. Лобковичи» | Маршрутное такси пригородного маршрута № 19-ТК «г. Кричев - д. Лобковичи» | Маршрутное такси пригородного маршрута № 19-ТК «г. Кричев - д. Лобковичи» | Маршрутное такси пригородного маршрута № 19-ТК «г. Кричев - д. Лобковичи» | Маршрутное такси пригородного маршрута № 19-ТК «г. Кричев - д. Лобковичи» | Маршрутное такси пригородного маршрута № 19-ТК «г. Кричев - д. Лобковичи» | Маршрутное такси пригородного маршрута № 19-ТК «г. Кричев - д. Лобковичи» | Маршрутное такси пригородного маршрута № 19-ТК «г. Кричев - д. Лобковичи» | Маршрутное такси пригородного маршрута № 19-ТК «г. Кричев - д. Лобковичи» |
| ------------------------------------------------------------------------------------------ | ------------------------------------------------------------------------- | ------------------------------------------------------------------------- | ------------------------------------------------------------------------- | ------------------------------------------------------------------------- | ------------------------------------------------------------------------- | ------------------------------------------------------------------------- | ------------------------------------------------------------------------- | ------------------------------------------------------------------------- | ------------------------------------------------------------------------- | ------------------------------------------------------------------------- | ------------------------------------------------------------------------- | ------------------------------------------------------------------------- |
|                                                                                            | Направление из г. Кричев в д. Лобковичи (магазин)                         | Направление из г. Кричев в д. Лобковичи (магазин)                         | Направление из г. Кричев в д. Лобковичи (магазин)                         | Направление из г. Кричев в д. Лобковичи (магазин)                         | Направление из г. Кричев в д. Лобковичи (магазин)                         | Направление из г. Кричев в д. Лобковичи (магазин)                         | Направление из д. Лобковичи (магазин) в г. Кричев                         | Направление из д. Лобковичи (магазин) в г. Кричев                         | Направление из д. Лобковичи (магазин) в г. Кричев                         | Направление из д. Лобковичи (магазин) в г. Кричев                         | Направление из д. Лобковичи (магазин) в г. Кричев                         | Направление из д. Лобковичи (магазин) в г. Кричев                         |
| Остановочные пункты                                                                        | г. Кричев ул.Ленинская                                                    | Автостанция Кричев                                                        | Ж/Д Вокзал                                                                | агр.гор Бель-1 (центр)                                                    | д. Бель-2                                                                 | д.Лобковичи (магазин)                                                     | д.Лобковичи (магазин)                                                     | агр.гор Бель-1 (центр)                                                    | д.Бель1                                                                   | Автостанц Кричев                                                          | Больница г.Кричев                                                         | г. Кричев ул.Ленинская                                                    |
| Время отправления                                                                          | 07:35                                                                     | 07:40                                                                     | 07:49                                                                     | 8:06                                                                      | 8:10                                                                      | 8:19                                                                      | 08:20                                                                     | Х                                                                         | 08:28                                                                     | 08:48                                                                     | 08:51                                                                     | 08:55                                                                     |
| Время отправления                                                                          | Х                                                                         | 10:50                                                                     | 10:55                                                                     | 11:10                                                                     | 11:13                                                                     | 11:19                                                                     | 11:20                                                                     | Х                                                                         | 11:33                                                                     | 11:58                                                                     | Х                                                                         | Х                                                                         |
| Время отправления                                                                          | Х                                                                         | 12:00                                                                     | 12:05                                                                     | 12:20                                                                     | 12:23                                                                     | 12:29                                                                     | 12:30                                                                     | 12:43                                                                     | 12:46                                                                     | 13:13                                                                     | 13:17                                                                     | 13:20                                                                     |
| Время отправления                                                                          | 14:20                                                                     | 14:27                                                                     | 14:34                                                                     | 14:51                                                                     | 14:55                                                                     | 15:04                                                                     | 15:05                                                                     | 15:18                                                                     | 15:21                                                                     | 15:48                                                                     | 15:52                                                                     | 15:55                                                                     |
| Время отправления                                                                          | 17:05                                                                     | 17:12                                                                     | 17:20                                                                     | 17:35                                                                     | 17:40                                                                     | 17:49                                                                     | 17:50                                                                     | Х                                                                         | 17:58                                                                     | 18:18                                                                     | 18:21                                                                     | 18:25                                                                     |
| - В субботу и воскресение рейса отправлением из Кричева в 17:05 и из Лобкович в 17:50 нет. |                                                                           |                                                                           |                                                                           |                                                                           |                                                                           |                                                                           |                                                                           |                                                                           |                                                                           |                                                                           |                                                                           |                                                                           |

## Культура
- Лобковичская библиотека-музей
- Сельский Дом культуры

## Достопримечательность
В деревне находится памятник защитникам и мирным жителям, погибшим во время Великой Отечественной войны.

## Галерея

Памятник защитникам и мирным жителям погибшим в годы Великой Отечественной войны
Памятник
Центральная площадь

## В кинематографии
В деревне проходили съемки фильма "Могила льва". Главную роль в котором сыграл актёр Олег Видов. https://www.sb.by/articles/iz-shtatov-s-lyubovyu.html

## Известные уроженцы
- Киселёв, Кузьма Венедиктович — белорусский советский государственный деятель и дипломат, председатель СНК Белорусской ССР (1938—1940).С 1958 по 1966 годы – Министр иностранных дел БССР. Имел ранг Чрезвычайного и Полномочного Посла СССР. Во главе делегации БССР в 1945 году на конференции в Сан-Франциско подписал Устав ООН, в 1947 году по итогам Парижской мирной конференции – мирные договоры БССР с Болгарией, Венгрией, Италией, Румынией и Финляндией. Возглавлял делегации БССР на сессиях Генеральной Ассамблеи ООН в 1946 – 1965 годах. Источник: https://mfa.gov.by/press/news_mfa/cfd5fe527dfce8a4.html
- Дубасов Николай Филимонович - генерал-майор, в 1980-е годы - начальник УВД Могилевского облисполкома, родился в д. Лобковичи Кричевского района.